# Replaced
Replaced é um jogo de plataforma e ação com estética retrofuturista, desenvolvido pelo estúdio bielorrusso Sad Cat Studios e publicado pela Coatsink. O jogo será lançado exclusivamente para Microsoft Windows, Xbox One, Xbox Series X/S com inclusão no Xbox Game Pass no dia de lançamento.
Ambientado em uma versão alternativa dos Estados Unidos da década de 1980, o jogo apresenta uma narrativa distópica centrada em R.E.A.C.H., uma inteligência artificial presa em um corpo humano contra sua vontade.

## Jogabilidade
Replaced combina elementos de plataforma cinematográfica em 2.5D com arte em pixel detalhada e combate fluido. O jogador assume o controle de R.E.A.C.H., explorando a cidade fictícia de Phoenix-City, onde a corrupção e a decadência dominam após um evento apocalíptico.
O combate enfatiza movimentação estratégica e precisão, exigindo domínio de reflexos e sincronia nos ataques. A ambientação é reforçada por efeitos de luz e sombra, trilha sonora atmosférica e estética inspirada no cyberpunk.

## Desenvolvimento e lançamento
O jogo foi anunciado originalmente em 2021 durante a E3, chamando atenção pela sua direção de arte e proposta narrativa. Após adiamentos causados por questões relacionadas à pandemia e ao cenário geopolítico na Bielorrússia, os desenvolvedores decidiram adiar o jogo para garantir sua qualidade.
Em 2024, foi confirmado que o lançamento ocorreria no segundo semestre de 2025, com versões para Xbox Series X/S, Xbox One e Windows, e com acesso no primeiro dia pelo Xbox Game Pass.

## Recepção antecipada
Desde sua revelação, Replaced tem sido elogiado pela crítica e pelo público por sua estética visual única, que combina arte em pixel com animações fluídas e cinematográficas. A ambientação retrofuturista e a narrativa profunda contribuíram para altas expectativas em relação ao lançamento.